# Peixotoa hatschbachii
Peixotoa hatschbachii är en tvåhjärtbladig växtart som beskrevs av C. Anderson. Peixotoa hatschbachii ingår i släktet Peixotoa och familjen Malpighiaceae. Inga underarter finns listade i Catalogue of Life.